# Tadeusz Wojtych
Tadeusz Wojtych (ur. 10 sierpnia 1931 w Lille, zm. 9 lipca 2021) – polski aktor filmowy i telewizyjny.

## Życiorys

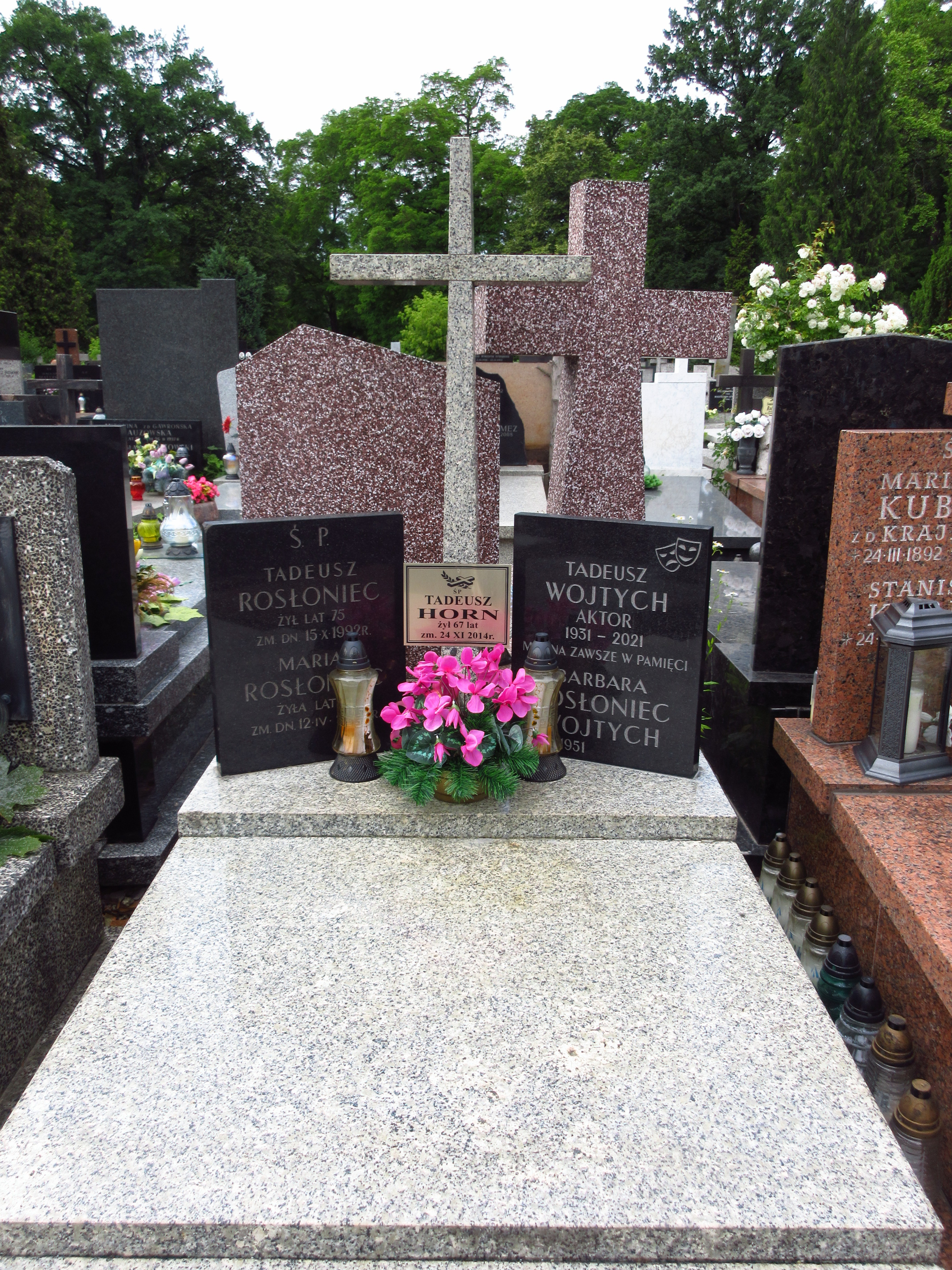
Grób Tadeusza Wojtycha na Cmentarzu Bródnowskim.

Był wśród założycieli gdańskiego Studenckiego Teatru Bim-Bom. Aktor Teatru Wybrzeże w Gdańsku (1957–1963), Teatru Polskiego w Poznaniu (1963–1975), Teatru im. Bogusławskiego w Kaliszu (1975–1976), Teatru Polskiego we Wrocławiu (1976–1977), Teatru Syrena w Warszawie (1977–1991). Wystąpił m.in. w serialach Samo życie, Plebania oraz w filmie fabularnym Katyń. Pochowany na cmentarzu Bródnowskim w Warszawie (kwatera 5E-7-10). 

## Filmografia
- 1960: Do widzenia, do jutra – Zygmunt
- 1960: Walet pikowy – marynarz wypijający rum z ukradzionej skrzynki
- 1962: Jadą goście jadą... – pasażer Batorego z kamerą
- 1963: Zacne grzechy – hajduk wielmoży
- 1964: Późne popołudnie – listonosz
- 1966: Piekło i niebo – diabeł na sądzie szczegółowym
- 1974: Karino – złodziej Karina
- 1974: Najważniejszy dzień życia – Biedronka
- 1979: Strachy – mężczyzna w restauracji
- 1980: Party przy świecach – Mundek, kelner – majsterkowicz
- 1981: Filip z konopi – mężczyzna pokazujący drogę na Gogola
- 1981: Konopielka – Domin
- 1984: 07 zgłoś się – Wujcio, pracownik cyrku (odc. 15)
- 1984: Jak się pozbyć czarnego kota – kelner Władek
- 1984: Kim jest ten człowiek – właściciel lombardu
- 1985: Sam pośród swoich – gospodarz
- 1986: Weryfikacja – grabarz Rogowski
- 1987: Dorastanie – ojciec Braniaka
- 1987: Misja specjalna – komendant straży pożarnej
- 1987: Sonata marymoncka – rozładowujący cement
- 1987: Trzy kroki od miłości – barman
- 1987: Zabij mnie glino – dozorca bloku na Ursynowie
- 1989: Gorzka miłość – Jankiel (odc. 1)
- 1989: Powrót wabiszczura – mieszkaniec miasteczka
- 1990: Europa, Europa – dentysta
- 1990: Urodziny Kaja – ojciec Magdaleny
- 1990: Kramarz – urzędnik skarbowy
- 1991: Kuchnia polska – krawiec (odc. 2)
- 1991: Szwedzi w Warszawie – Sylvio Ascoli
- 1992: Kawalerskie życie na obczyźnie – jubiler
- 1993: Czterdziestolatek. 20 lat później – biznesmen na przyjęciu (odc. 1)
- 1994: Jest jak jest – lichwiarz (odc. 19)
- 1994: Spółka rodzinna (odc. 2)
- 1994: Wenn alle deutschen schlafen – Żyd w baraku
- 1995: Akwarium – chłop niemiecki zwerbowany przez GRU
- 1995: Akwarium, czyli samotność szpiega – chłop niemiecki zwerbowany przez GRU (odc. 3)
- 1995: Maszyna zmian – jubiler (odc. 6)
- 1996: Dzieci i ryby – ginekolog
- 1996: Wirus – inspektor policji
- 1997: Boża podszewka – szabrownik w mieszkaniu szewca (odc. 11)
- 1997: Sara – fotograf
- 1998: Z pianką czy bez – stolarz Brzeniewiecki (odc. 4)
- 1998: Złoto dezerterów – strażnik bankowy
- 1999: Fuks – taksówkarz
- 1999: Graczykowie – notariusz Brzeniewiecki (odc. 3)
- 1999: Ja, Malinowski – mężczyzna w kolejce (odc. 4)
- 1999: Miodowe lata (odc. 33)
- 1999: Wszystkie pieniądze świata – kapitan statku
- 2000–2008: Plebania – malarz Stefan Wojdyłło (odc.: 8, 30, 32, 36, 40, 41, 578, 1289)
- 2000: Świat według Kiepskich – emeryt (odc. 76)
- 2000: Wyrok na Franciszka Kłosa – Korkowski
- 2001: Quo vadis – wróżbita rozmawiający z Winicjuszem
- 2001: Czarna plaża – strażnik otwierający kratę w biurze paszportowym
- 2002: Quo vadis – wróżbita rozmawiający z Winicjuszem
- 2002: Samo życie – jubiler
- 2002: Wiedźmin – starosta Letper (odc. 7)
- 2002: Zemsta – murarz Maciej Miętus
- 2002: Pianista – mężczyzna pod więzieniem
- 2003: Sąsiedzi – aktor Fred (odc. 2)
- 2004: Dziupla Cezara – klient bistra (odc. 9)
- 2005: Magiczne drzewo – członek jury (odc. 4)
- 2005: Parę osób, mały czas – Artur Sandauer
- 2006: Job, czyli ostatnia szara komórka – sąsiad
- 2006: Na dobre i na złe – Niechaj (odc. 254)
- 2006: Miłość w przejściu podziemnym – barman
- 2007: Determinator – Franek, pracownik prosektorium
- 2007: Faceci do wzięcia – Pieczyński (odc. 54)
- 2007: Katyń – fotograf Władysław
- 2007: Mamuśki – Mruk (odc. 4)
- 2008: Hotel pod żyrafą i nosorożcem – Antoni (odc. 4)
- 2008: Stary człowiek i pies – Stefek
- 2008–2009: Teraz albo nigdy! – kioskarz
- 2009: Zamiana – Antoni Cichosz
- 2010: Belcanto – dyrektor opery
- 2010: Sufferrosa – Emmanuel Sorberin
- 2011: Wiadomości z drugiej ręki – mieszkaniec Błądzimia
- 2011: Ranczo – rolnik (odc. 54)
- 2012: Prawo Agaty – profesor Raczyński (odc. 19)
- 2013: Pamiętnik pani Hanki – portier hotelu „Patria”
- 2013: Piąty Stadion – lwowiak
- 2014: Lekarze nocą – pacjent Tadek (odc.3)
- 2016: Przystanek do nieba – Tomasz, pensjonariusz domu spokojnej starości
- 2018: Dziewczyny ze Lwowa – pacjent (odc.: 29, 30, 31, 32)

## Odznaczenia i wyróżnienia
- 1961 Nagroda Wojewódzkiej Rady Narodowej w Bydgoszczy za rolę Poety w "Indyku" S. Mrożka na III Festiwalu Teatrów Polski Północnej w Toruniu;
- 1963 Wyróżnienie za rolę Służącego, Starego handlarza i Zakonnika w "Kaukaskim kredowym kole" B. Brechta na V Festiwalu Teatrów Polski Północnej w Toruniu;
- 1967 Laureat plebiscytu na najpopularniejszego aktora scen poznańskich, zorganizowanego przez redakcję "Ekspressu Poznańskiego";
- 1969 Odznaka Honorowa Miasta Poznania;
- 1970 Nagroda miasta Poznania za upowszechnianie kultury;
- 1971 Nagroda za rolę Fryderyka II w sztuce "Król i złodziej" na I OFDKS w Katowicach;
- 2009 Srebrny Medal „Zasłużony Kulturze Gloria Artis”[2].